# Khalid ibn Abd al-Malik al-Marwarrūdhī
Khālid ibn ʿAbd al-Malik al-Marwarrūdhī (in arabo خالد بن عبدالملك‎?; fl. IX secolo) è stato un astronomo arabo.
Era uno schiavo Zanj deportato in Persia nel IX secolo, allora parte del califfato abbaside.
Insieme ad ʿAlī b. ʿĪsā al-Asṭurlābī, durante il califfato di al-Maʾmūn, misurò nell'827 a 35 gradi nord di latitudine, nella valle del fiume Tigri, la lunghezza di un arco di meridiano e quindi la circonferenza della Terra, ottenendo un risultato di 40,248 km (o, secondo altre fonti, 41,436 km).
I due ricercatori utilizzarono come unità di misura l'ell arabo. Si crede che un ell arabo corrispondesse a 49 e 1/3 cm. Trovarono quindi la lunghezza di 1º meridiano= 111,8 km (115,1 km), che differisce dal valore effettivo di 850 metri.